# Louis Cazalas
Louis Cazalas est un médecin et homme politique français, né le 1er septembre 1813 à Laborde (Hautes-Pyrénées) et décédé le 14 octobre 1884 à Bagnères-de-Bigorre (Hautes-Pyrénées).

## Biographie
Médecin militaire, sa carrière l'amène en Algérie, en Égypte et à Constantinople. Il termine sa carrière comme médecin inspecteur général. Il est l'auteur de plusieurs ouvrages de médecine militaire.
Conseiller général, il est élu sénateur des Hautes-Pyrénées en 1876. Il siège à droite et vote, en 1877, la dissolution de la Chambre. Il est battu aux élections sénatoriales de 1882.

## Sources
- « Louis Cazalas », dans Adolphe Robert et Gaston Cougny, Dictionnaire des parlementaires français, Edgar Bourloton, 1889-1891 [détail de l’édition]